# Chantemerle-lès-Grignan
Chantemerle-lès-Grignan är en kommun i departementet Drôme i regionen Auvergne-Rhône-Alpes i sydöstra Frankrike. Kommunen ligger i kantonen Grignan som tillhör arrondissementet Nyons. År 2022 hade Chantemerle-lès-Grignan 244 invånare.

## Befolkningsutveckling
Antalet invånare i kommunen Chantemerle-lès-Grignan
Referens:INSEE